# Жовтяк Валентина Іванівна
Валентина Іванівна Жовтяк (нар. 27 жовтня 1954) — українська радянська діячка, шва́чка виробничого експериментального трикотажного об'єднання «Дніпрянка» міста Дніпропетровська. Депутат Верховної Ради СРСР 11-го скликання.

## Біографія
Освіта середня.
З 1972 року — шва́чка виробничого експериментального трикотажного об'єднання «Дніпрянка» міста Дніпропетровська.
Потім — на пенсії в місті Дніпропетровську (Дніпрі).